# Supernova 2017
Supernova 2017 fand vom 5. Februar bis zum 26. Februar 2017 statt und war der lettische Vorentscheid für den Eurovision Song Contest 2017 in Kiew (Ukraine). Sieger wurde die Band Triana Park mit ihrem Lied Line.

## Format

### Konzept
Wie bereits in den beiden Jahren zuvor bestand die Vorentscheidung aus zwei Heats, einem Halbfinale und einem Finale. In den Heats und dem Halbfinale qualifizierten sich zunächst in einer Televotingabstimmungsrunde zwei der Teilnehmenden, im Anschluss wählte eine Jury zwei weitere Kandidaten aus. Im Finale wurde der lettische Beitrag für den Eurovision Song Contest per reinem Zuschauervoting bestimmt.

### Beitragswahl
Vom 17. August bis zum 28. Oktober 2016 konnten Beiträge bei LTV eingereicht werden. Am 2. November gab LTV bekannt, dass sich 168 Lieder und 89 Künstler beworben hatten. Zwischen dem 28. Oktober und 10. November bewerteten nationale und internationale Juroren die eingesendeten Lieder. Vom 15. bis 22. November fanden Auditions für die Künstler statt. Am 12. Dezember standen die 22 Beiträge für den Vorentscheid fest, diese wurden am 13. Januar 2017 bekannt gegeben.

## Heats

### Heat 1
Der erste Heat fand am 5. Februar 2017 statt. Die Jury bestand aus Kaspars Roga, Guntars Račs, Rūdolfs Budze–DJ Rudd und Dons.
| Platz | Startnr. | Interpret      | Lied Musik (M) und Text (T)                                                | Sprache  | Übersetzung (Inoffiziell)         | Zuschauer | Zuschauer  | Zuschauer | Zuschauer |
| Platz | Startnr. | Interpret      | Lied Musik (M) und Text (T)                                                | Sprache  | Übersetzung (Inoffiziell)         | Internet  | Televoting | Spotify   | Gesamt    |
| ----- | -------- | -------------- | -------------------------------------------------------------------------- | -------- | --------------------------------- | --------- | ---------- | --------- | --------- |
| 1.    | 07       | Lauris Valters | Magic Years M/T: Lauris Valters                                            | Englisch | Magische Jahre                    | 16,15 %   | 18,62 %    | 09,82 %   | 14,86 %   |
| 2.    | 02       | Miks Dukurs    | Spiritual Priest M/T: Gints Smukais, Edijs Dukurs                          | Englisch | Spiritueller Priester             | 15,28 %   | 13,66 %    | 08,75 %   | 12,56 %   |
| 3.    | 11       | Linda Leen     | Who Is In Charge M/T: Linda Leen                                           | Englisch | Wer hat das Sagen                 | 13,04 %   | 16,14 %    | 07,95 %   | 12,38 %   |
| 4.    | 09       | Franco Franco  | Up M/T: Kristīne Vaksa, Reinis Kārkliņš, Mārtiņš Spuris, Elizabete Vētra   | Englisch | Nach oben                         | 14,94 %   | 09,02 %    | 11,09 %   | 11,68 %   |
| 5.    | 10       | Pikaso         | U (Can Keep Your Cools) M/T: Jānis Lipšāns, Jānis Aišpurs, Arnis Račinskis | Englisch | Du (kannst deine Kohlen behalten) | 13,90 %   | 08,66 %    | 10,93 %   | 11,16 %   |
| 6.    | 05       | Crime Sea      | Escape M/T: Crime Sea, Marija Mickeviča                                    | Englisch | Flucht                            | 10,54 %   | 09,62 %    | 09,02 %   | 09,73 %   |
| 7.    | 01       | Katrīna Cīrule | Blood Runs Quicker M/T: Katrīna Cīrule                                     | Englisch | Blut fließt schneller             | 05,96 %   | 06,07 %    | 09,38 %   | 07,14 %   |
| 8.    | 04       | Edgars Kreilis | We Are Angels M/T: Edgars Kreilis                                          | Englisch | Wir sind Engel                    | 03,97 %   | 05,83 %    | 010,70 %  | 06,83 %   |
| 9.    | 03       | Anna Zankovska | Rage Love M/T: Anna Zankovska, Agnese Upleja                               | Englisch | Wut Liebe                         | 02,16 %   | 02,87 %    | 09,49 %   | 04,84 %   |
| 10.   | 06       | Rock’n’Berries | Feel the Love M/T: Reinis Ašmanis, Oskars Millers, Jānis Narbuts           | Englisch | Fühle die Liebe                   | 02,33 %   | 05,08 %    | 06,82 %   | 04,74 %   |
| 11.   | 08       | First Question | Naked M/T: Mikus Tillers                                                   | Englisch | Nackt                             | 01,73 %   | 04,44 %    | 06,06 %   | 04,08 %   |

 Kandidat hat sich per Zuschauervoting für das Halbfinale qualifiziert.
 Kandidat hat sich per Juryvoting für das Halbfinale qualifiziert.

### Heat 2
Der zweite Heat fand am 12. Februar 2017 statt. Die Jury bestand aus Kaspars Roga, Guntars Račs, Rūdolfs Budze–DJ Rudd und Intars Busulis.
| Platz | Startnr. | Interpret         | Lied Musik (M) und Text (T)                                       | Sprache  | Übersetzung (Inoffiziell)  | Zuschauer | Zuschauer  | Zuschauer | Zuschauer |
| Platz | Startnr. | Interpret         | Lied Musik (M) und Text (T)                                       | Sprache  | Übersetzung (Inoffiziell)  | Internet  | Televoting | Spotify   | Gesamt    |
| ----- | -------- | ----------------- | ----------------------------------------------------------------- | -------- | -------------------------- | --------- | ---------- | --------- | --------- |
| 1.    | 11       | Triana Park       | Line M/T: Agnese Rakovska, Kristaps Ērglis, Kristians Rakovskis   | Englisch | Linie                      | 30,61 %   | 16,80 %    | 16,10 %   | 21,17 %   |
| 2.    | 10       | The Ludvig        | I’m In Love With You M/T: Jēkabs Ludvigs Kalmanis                 | Englisch | Ich bin in dich verliebt   | 19,09 %   | 11,86 %    | 17,15 %   | 16,03 %   |
| 3.    | 07       | Santa Daņeļeviča  | Your Breath M/T: Santa Daņeļeviča                                 | Englisch | Dein Atem                  | 10,28 %   | 28,29 %    | 07,67 %   | 15,41 %   |
| 4.    | 09       | My Radiant You    | All I Know M/T: Jānis Driksna                                     | Englisch | Alles was ich weiß         | 15,01 %   | 12,83 %    | 10,70 %   | 12,85 %   |
| 5.    | 03       | Toms Kalderauskis | We Won’t Back Down M/T: Gints Stankevičs, Kerija Kalēja           | Englisch | Wir werden nicht nachgeben | 07,90 %   | 09,20 %    | 08,65 %   | 08,58 %   |
| 6.    | 02       | Markus Riva       | Dynamite M/T: Markus Riva                                         | Englisch | Dynamit                    | 05,34 %   | 05,64 %    | 07,33 %   | 06,10 %   |
| 7.    | 08       | Laura & Chris     | Little Weird M/T: Laura Ločmele                                   | Englisch | Wenig seltsam              | 03,28 %   | 03,01 %    | 07,39 %   | 04,56 %   |
| 8.    | 05       | Miks Galvanovskis | Runaway M/T: Miks Galvanovskis                                    | Englisch | Ausreißen                  | 01,27 %   | 04,38 %    | 07,74 %   | 04,46 %   |
| 9.    | 04       | UP                | One by One M/T: Agnese Upleja                                     | Englisch | Einer nach dem anderen     | 03,30 %   | 03,39 %    | 06,65 %   | 04,45 %   |
| 10.   | 06       | The HiQ           | Taju ot ljubwi M/T: Kristaps Čimbars                              | Russisch | Ich schmelze vor Liebe     | 03,19 %   | 03,63 %    | 05,07 %   | 03,96 %   |
| 11.   | 01       | Katrine Lukins    | Silhouette M/T: Katrine Lukins, Kārlis Indrišonoks, Andris Lūkins | Englisch | –                          | 00,73 %   | 00,97 %    | 05,55 %   | 02,42 %   |

 Kandidat hat sich per Zuschauervoting für das Halbfinale qualifiziert.
 Kandidat hat sich per Juryvoting für das Halbfinale qualifiziert.

## Halbfinale
Das Halbfinale fand am 19. Februar 2017 statt. Die Jury bestand aus Kaspars Roga, Guntars Račs, Rūdolfs Budze–DJ Rudd und Petri Mannonen.
| Platz | Startnr. | Interpret        | Lied Musik (M) und Text (T)                                              | Sprache  | Übersetzung (Inoffiziell) | Zuschauer | Zuschauer  | Zuschauer | Zuschauer |
| Platz | Startnr. | Interpret        | Lied Musik (M) und Text (T)                                              | Sprache  | Übersetzung (Inoffiziell) | Internet  | Televoting | Spotify   | Gesamt    |
| ----- | -------- | ---------------- | ------------------------------------------------------------------------ | -------- | ------------------------- | --------- | ---------- | --------- | --------- |
| 1.    | 6        | Triana Park      | Line M/T: Agnese Rakovska, Kristaps Ērglis, Kristians Rakovskis          | Englisch | Linie                     | 37,99 %   | 24,28 %    | 18,04 %   | 26,77 %   |
| 2.    | 2        | The Ludvig       | I’m In Love With You M/T: Jēkabs Ludvigs Kalmanis                        | Englisch | Ich bin in dich verliebt  | 16,48 %   | 12,57 %    | 21,80 %   | 16,95 %   |
| 3.    | 8        | My Radiant You   | All I Know M/T: Jānis Driksna                                            | Englisch | Alles was ich weiß        | 17,63 %   | 16,60 %    | 13,67 %   | 15,97 %   |
| 4.    | 4        | Santa Daņeļeviča | Your Breath M/T: Santa Daņeļeviča                                        | Englisch | Dein Atem                 | 10,76 %   | 25,87 %    | 09,85 %   | 15,49 %   |
| 5.    | 7        | Miks Dukurs      | Spiritual Priest M/T: Gints Smukais, Edijs Dukurs                        | Englisch | Spiritueller Priester     | 10,50 %   | 10,11 %    | 08,57 %   | 09,73 %   |
| 6.    | 5        | Lauris Valters   | Magic Years M/T: Lauris Valters                                          | Englisch | Magische Jahre            | 02,72 %   | 05,08 %    | 09,61 %   | 05,80 %   |
| 7.    | 3        | Franco Franco    | Up M/T: Kristīne Vaksa, Reinis Kārkliņš, Mārtiņš Spuris, Elizabete Vētra | Englisch | Nach oben                 | 02,50 %   | 02,79 %    | 10,68 %   | 05,32 %   |
| 8.    | 1        | Linda Leen       | Who Is In Charge M/T: Linda Leen                                         | Englisch | Wer hat das Sagen         | 01,44 %   | 02,69 %    | 07,78 %   | 03,97 %   |

 Kandidat hat sich per Zuschauervoting für das Halbfinale qualifiziert.
 Kandidat hat sich per Juryvoting für das Halbfinale qualifiziert.

## Finale
Das Finale fand am 26. Februar 2017 statt. Die Jury, die keinen Einfluss auf das Ergebnis hatte, bestand aus Kaspars Roga, Guntars Račs, Intars Busulis und Marie N.
| Platz | Startnr. | Interpret        | Lied Musik (M) und Text (T)                                     | Sprache  | Übersetzung (Inoffiziell) | Zuschauer | Zuschauer  | Zuschauer | Zuschauer |
| Platz | Startnr. | Interpret        | Lied Musik (M) und Text (T)                                     | Sprache  | Übersetzung (Inoffiziell) | Internet  | Televoting | Spotify   | Gesamt    |
| ----- | -------- | ---------------- | --------------------------------------------------------------- | -------- | ------------------------- | --------- | ---------- | --------- | --------- |
| 1.    | 4        | Triana Park      | Line M/T: Agnese Rakovska, Kristaps Ērglis, Kristians Rakovskis | Englisch | Linie                     | 60,74 %   | 57,87 %    | 36,07 %   | 51,56 %   |
| 2.    | 2        | The Ludvig       | I’m In Love With You M/T: Jēkabs Ludvigs Kalmanis               | Englisch | Ich bin in dich verliebt  | 15,24 %   | 12,76 %    | 28,95 %   | 18,98 %   |
| 3.    | 3        | My Radiant You   | All I Know M/T: Jānis Driksna                                   | Englisch | Alles was ich weiß        | 14,73 %   | 15,66 %    | 19,15 %   | 16,52 %   |
| 4.    | 1        | Santa Daņeļeviča | Your Breath M/T: Santa Daņeļeviča                               | Englisch | Dein Atem                 | 09,29 %   | 13,71 %    | 15,83 %   | 12,94 %   |